# Правдзиська
Правдзиська (пол. Prawdziska, нім. Reiffenrode) — село в Польщі, у гміні Каліново Елцького повіту Вармінсько-Мазурського воєводства.
Населення — 122 особи (2011).
У 1975-1998 роках село належало до Сувальського воєводства.

## Демографія
Демографічна структура станом на 31 березня 2011 року:
|          | Загалом | Допрацездатний вік | Працездатний вік | Постпрацездатний вік |
| -------- | ------- | ------------------ | ---------------- | -------------------- |
| Чоловіки | 63      | 17                 | 39               | 7                    |
| Жінки    | 59      | 22                 | 27               | 10                   |
| Разом    | 122     | 39                 | 66               | 17                   |